# Living on My Own
A Living On My Own egy dal az angol énekes, Freddie Mercury 1985-ös Mr. Bad Guy című szólóalbumáról. Kislemezen is megjelent, és az 50. helyet érte el az angol slágerlistán. Mercury halála után, 1993-ban készült hozzá egy remix, ez az első helyet érte el a slágerlistán. A szintetizátorszólót Fred Mandel játszotta.
Videóklip is készült hozzá, Mercury 39. születésnapi ünnepségéről tartalmaz részleteket.

## Anglia
| Helyezés | 56 | 50 | 58 |

| Helyezés | 5 | 2 | 1 | 1 | 2 | 4 | 6 | 11 | 17 | 28 | 39 | 48 | 62 |